# Route 418 (Terre-Neuve-et-Labrador)
Pour les articles homonymes, voir Route 418.
La route 418 est une route tertiaire de la province de Terre-Neuve-et-Labrador d'orientation nord-sud située dans le nord de l'île de Terre-Neuve, sur la péninsule Baie Verte. Elle est une route faiblement empruntée reliant la route 414 à Ming's Bight, puis en courbant vers l'est pour rejoindre South Brook 1 kilomètre plus à l'est. Route alternative des routes 410 et 414, elle est nommée Ming's Bight Road, mesure 11 kilomètres, et est une route asphaltée sur l'entièreté de son tracé.

## Communautés traversées
- Ming's Bight
- South Brook